# Матрозос (Y-7)
Матрозос (греч. Y-7 Ματρώζος) — греческая подводная лодка, действовавшая во Второй мировой войне, бывшая итальянская подводная лодка Perla одноимённого типа.

## История
Итальянская подводная лодка Perla была построена на верфи Cantieri Riuniti del Adriatico в Монфальконе в 1935—1936 годах. 9 июля 1942 года лодка была захвачена британским корветом HMS Hyacinth (K84) (впоследствии греческий «Апостолис»). Позднее англичане передали лодку ВМФ Греции.
В греческом флоте лодка была названа в честь Янниса Матрозоса — капитана брандера, прославившегося во времена Освободительной войны Греции 1821—1829 годов. Греческий флаг был поднят 5 декабря 1942 года. Первым командиром стал капитан И. Масуридис.
19 марта 1943 года «Матрозос» вышел в свой первый боевой поход.
В общей сложности до конца войны «Матрозос» произвёл четыре боевых похода.
17 мая 1945 года подлодка была выведена из состава флота и в 1946 году была продана на слом.

## Память
Одна из четырёх подлодок немецкого типа 214, построенных на греческой верфи Hellenic Shipyards в 2009 году, вновь получила имя «Матрозос».